# Amblyseius yadongensis
Amblyseius yadongensis är en spindeldjursart som beskrevs av Wu 1987. Amblyseius yadongensis ingår i släktet Amblyseius och familjen Phytoseiidae. Inga underarter finns listade i Catalogue of Life.